# Biyi Bandele
Biyi Bandele-Thomas (Kafanchan, 13 de octubre de 1967-7 de agosto de 2022) fue un novelista, dramaturgo y cineasta nigeriano residente en el Reino Unido desde 1990.

## Biografía
Nació en Kafanchan, estado de Kaduna, Nigeria en 1967. Su padre, Solomon Bandele Thomas, fue un veterano de la Campaña de Birmania en la Segunda Guerra Mundial, mientras que Nigeria todavía era parte del Imperio Británico. Pasó los primeros dieciocho años de su vida en la parte norte del país en la tradición cultural Hausa. Tenía la ambición de ser escritor y los catorce años ganó un concurso de cuentos. Más tarde, se mudó a Lagos y en 1987 se inscribió en teatro en la Universidad Obafemi Awolowo, Ife. Ganó el concurso International Student Playscript de 1989 con una obra inédita, Rain, antes de reclamar el Premio Lagos del British Council 1990 por una colección de poemas. Se mudó a Londres a los veintidós años con los manuscritos de dos novelas.

## Carrera

### Como dramaturgo
Bandele trabajó con el Royal Court Theatre y Royal Shakespeare Company, además de escribir dramas radiofónicos y guiones para televisión. Sus obras incluyen: Rain; Marchando por Fausa (1993); Resurrecciones en la temporada de mayor sequía (1994); Dos jinetes seleccionada como Mejor Obra Nueva en el London New Plays Festival de 1994; La muerte atrapa al cazador y a mí y a los niños (publicado en un volumen, 1995); y Oroonoko, una adaptación de la novela homónima del siglo XVII de Aphra Behn. En 1997 realizó una exitosa dramatización de Todo se desmorona, de Chinua Achebe. Brixton Stories, la adaptación teatral de su propia novela The Street (1999), se estrenó en 2001 y se publicó en un volumen con su obra Happy Birthday Mister Deka, estrenada en 1999. También adaptó Yerma de García Lorca en 2001. 
Fue escritor residente en la Compañía de teatro Talawa de 1994 a 1995, dramaturgo residente en el Royal National Theatre Studio (1996), Judith E. Wilson Fellow en Churchill College, Universidad de Cambridge, en 2000 y 2001. También actuó como dramaturgo residente del Fondo Literario Real en el Bush Theatre de 2002 a 2003.

### Como novelista

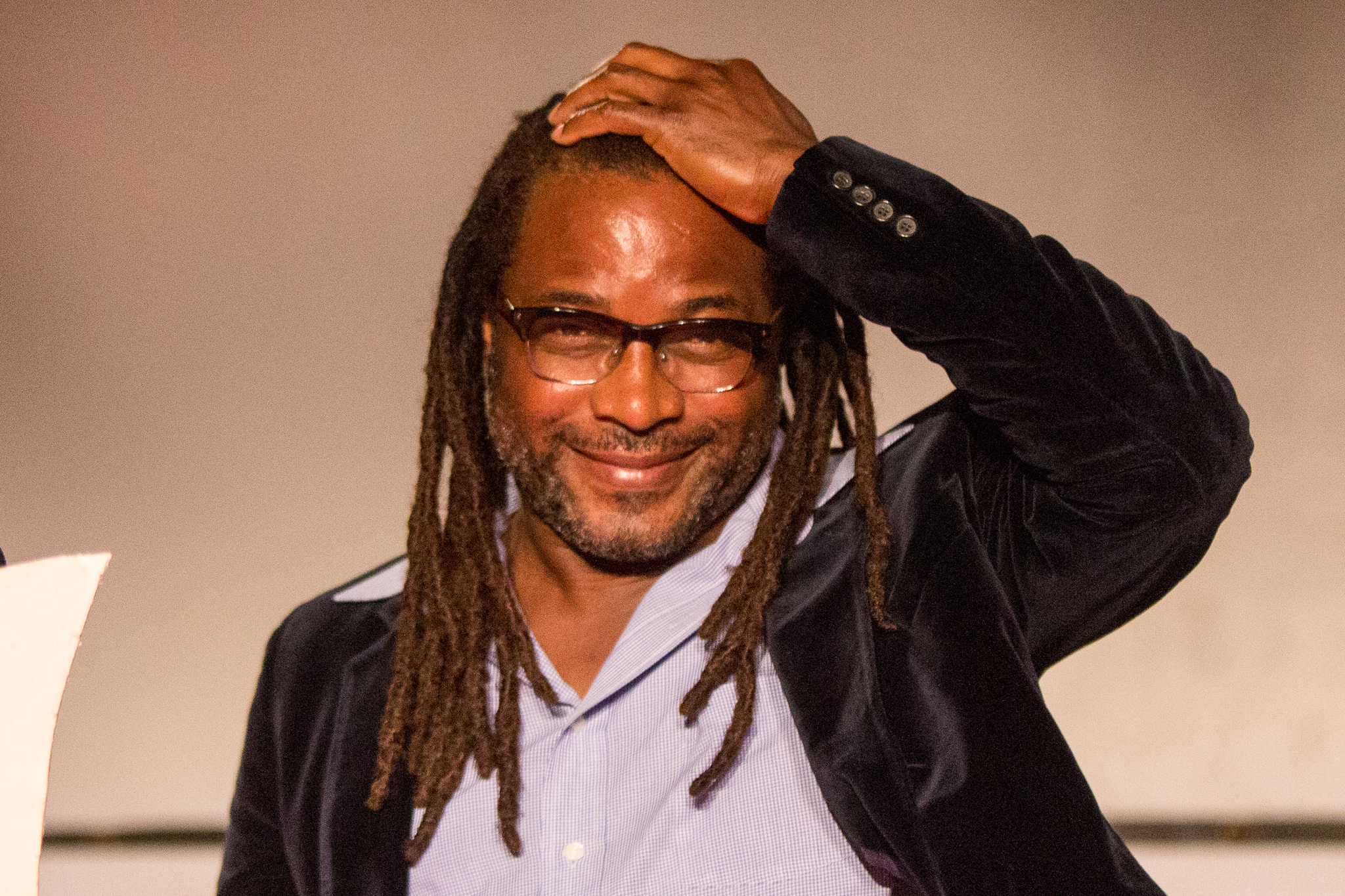
Bandele en el Festival Internacional de Cine de Zanzíbar 2014.

Entre sus novelas se incluyen The Man Who Came in from the Back of Beyond (1991) y The Street (1999), han sido descritas como «una lectura gratificante, capaz de un surrealismo salvaje e ingenio, así como un compromiso político». Su novela de 2007, Burma Boy, reseñada en The Independent por Tony Gould, fue calificada como «un gran logro» y alabada por brindar una voz a africanos nunca antes escuchados.

### Como director de cine
Su primera película, Half of a Yellow Sun, se proyectó en la sección de presentación especial del Festival Internacional de Cine de Toronto 2013, y recibió una "recepción entusiasta". Obtuvo una amplia gama de atención crítica. Su siguiente película, Fifty, se incluyó en el Festival de Cine de Londres 2015.

## Premios
- 1989 - Concurso internacional de guiones para estudiantes - Rain[31]
- 1994 - Festival New Play de Londres - Two Horsemen[32]
- 1995 - Beca Wingate[33]
- 2000 - EMMA (Premio BT de medios étnicos y multiculturales) a la mejor obra - Oroonoko[34]